# Mesocapromys nanus
La jutía enana (Mesocapromys nanus) es una especie de roedor histricomorfo de la familia Capromyidae endémica de Cuba, donde se encuentra sólo en la Ciénaga de Zapata. Se cree que la especie está extinta, ya que no ha sido vista desde 1937.